# Crispus István
Crispus István (Fodor István) (nagylucsei) (? – Buda, 1494 eleje) szerémi püspök.

## Élete
Előkelő magyar nemesi családból származott. Orbán szerémi püspök rokona volt, az ő környezetében nevelkedett és tanult. 1489-ben boszniai püspök lett; 1490. február 20-án Mátyás király a szerémi püspökségbe helyezte át, ezt a hivatalát haláláig viselte. Mátyás és II. Ulászló több követi kiküldetésnél vette igénybe szolgálatait: Mátyás 1484-ben Kazimir lengyel királyhoz és 1488-ban a milánói herceghez küldte, hogy a Corvin János és Blanka közötti házasságot egyengesse; Ulászló pedig 1490-ben Miksa császárhoz, hogy a koronához való igényeit cáfolja és békét eszközöljön ki számára.

## Munkái
Követi kiküldetéseiről naplót vezetett és leírta beszédeit is, melyeket a pápához és fejedelmekhez intézett. Kéziratait Sambucus János (Zsámboky János?) sokáig őrizte, akinek halála után azok kétségkívül az ő könyvtárával együtt a bécsi udvari könyvtárba kerültek.